# بزکویه
بزکویه (سبزکویه) یکی از روستاهای شهرستان رودسر در شرق استان گیلان است. شغل اصلی ساکنان روستا کشاورزی و محصول عمده آنها مرکبات (پرتقال، نارنگی، نارنج) و چای است. برخی خانواده‌ها با داشتن تعداد معدودی گاو، شیر و ماست مورد نیاز محل را تأمین می‌نمایند.

## جمعیت
این روستا در شهر واجارگاه قرار دارد و براساس سرشماری مرکز آمار ایران در سال ۱۳۸۵، جمعیت آن ۲۱۸نفر (۵۴خانوار) بوده‌است.